# أرتيني (آراغاتسوتن)
مدينة أرتيني (بالإنجليزية: Arteni)‏ هي إحدى المدن التابعة لمقاطعة آراغاتسوتن في أرمينيا. يقدر عدد سكانها بـ 3620 نسمة حسب الإحصاء الذي جرى عام 2011.